# История на Кюстендил (книга)
 Тази статия е за книгата.  За историята на града вижте история на Кюстендил.  
„Историята на Кюстендил“ е научно краеведско пълно представяне на историческото развитие на град Кюстендил и прилежащите му територии от древността до 2023 г.
Градско-краеведската история има за цел да обобщи и систематизира в цялост наличната историческа и друга информация, изграждайки единност в историографски аспект. Изследването интердисциплинарно анализира всички свидетелства и исторически извори – артефакти, епиграфии, архиви, статистики и прочие.
Авторският колектив е от учени от БАН и РИМ – Кюстендил, начело с Даниел Вачков и Николай Поппетров. Изданието е финансирано от Община Кюстендил.